# Finnenbruch, Großes Butterloch und Schwimmende Insel
Finnenbruch, Großes Butterloch und Schwimmende Insel ist ein Naturschutzgebiet in der niedersächsischen Stadt Herzberg am Harz im Landkreis Göttingen.
Das Naturschutzgebiet mit dem Kennzeichen NSG BR 039 ist 17 Hektar groß. Das Gebiet steht seit dem 16. Januar 1979 unter Naturschutz. Zuständige untere Naturschutzbehörde ist der Landkreis Göttingen.
Das Naturschutzgebiet liegt südöstlich des Herzberger Ortsteils Pöhlde und nordöstlich von Rhumspringe im Rotenberg im Naturraum Eichsfelder Becken. Es umfasst drei Teilflächen, die trichterförmigen Erdfälle „Schwimmende Insel“ im Norden und „Großes Butterloch“ im Süden sowie den dazwischen liegenden, in einer Karstsenke entstandenen „Finnenbruch“. Die „Schwimmende Insel“ ist 0,75, das „Große Butterloch“ 2,75 und der „Finnbruch“ rund 13,5 Hektar groß. Bis auf die Teilfläche „Schwimmende Insel“ liegen die Flächen innerhalb des Naturparks Harz.
Das Teilgebiet „Schwimmende Insel“ des Naturschutzgebietes wird von einem teilweise wassergefüllten, besonders tiefen Erdfall geprägt. Der Erdfallsee, der von Niederschlagswasser gespeist wird, zeigt Verlandungstendenzen durch vom Ufer her wachsende, teilweise seltene Sumpf- und Moorpflanzen sowie auf den Boden des Erdfallsees gesunkene Pflanzenreste. Wenn Teile des sich bildenden Schwingrasens abreißen, bilden diese eine schwimmende Insel auf der Wasseroberfläche, von welcher der Erdfall seinen Namen hat.
Das Teilgebiet „Großes Butterloch“ wird ebenfalls von einem vermoorten Erdfall geprägt, in dem sich torfmoos- und röhrichtreiches Nieder- und Übergangsmoor gebildet hat. Dieses ist von durch Niederschlagswasser gespeisten Wasserflächen umgeben. Der Schwingrasen im Zentrum ist teilweise mit Fichten und Hänge- bzw. Moorbirke bestanden. Daneben kommen hier zum Teil seltene Sumpf- und Moorpflanzen vor. Zum unter Naturschutz stehenden Bereich gehören bewaldete Randzonen.
Das „Finnenbruch“ als wachsendes Übergangsmoor prägen naturnahe Birken- und Erlenbruchwälder mit Großseggenrieden und Hochstaudenfluren. Seinen Namen erhielt das Moor von dem 237 Meter hohen Finnenkopf, an dessen Nordseite es liegt. Zu dieser Teilfläche des Naturschutzgebietes gehören angrenzende Waldflächen und Grünlandbereiche.
In den Mooren des Naturschutzgebietes siedeln unter anderem Sumpffarn, Fieberklee, Sumpfdotterblume, Gewöhnliche Moosbeere, Schmalblättriges und Scheidiges Wollgras, Goldenes Frauenhaarmoos und verschiedene Torfmoose. Stellenweise sind neben anderen Gefäßpflanzen beispielsweise auch Rundblättriger Sonnentau und Igelsegge zu finden.
Alle drei Teilbereiche des Naturschutzgebietes liegen am Karstwanderweg Südharz, an dem sich in der Nähe von Rhumspringe auch die Rhumequelle befindet. Die Teilbereiche des Naturschutzgebietes sind von Wald und Grünlandflächen umgeben. 